# Taiyō (1941)
El Taiyō (大鷹 gran halcón?) fue un portaaviones de la Armada Imperial Japonesa, que formaba la Clase Taiyō junto con el Chūyō y el Unyō.

## Construcción y conversión
Su construcción se inició como el transatlántico Kasuga Maru (春日丸?) el 6 de enero de 1940, y fue botado en septiembre del mismo año, pero en febrero de 1941, antes de su conclusión, fue requisado para ser empleado como transporte militar. Tras realizar esta función durante unos meses, se decidió su conversión a portaaviones, que tuvo lugar en Sasebo entre mayo y septiembre de 1941.

## Historial operativo
Al igual que sus gemelos, fue destinado a tareas de transporte de aviones, material y personal, frecuentemente en compañía del Chūyō o el Unyō. También tuvo en común con ellos el ser repetidamente atacado por submarinos, tanto el 28 de septiembre de 1942 por el USS Trout, como el 9 de abril de 1943 por el USS Tunny, o el 24 de septiembre de 1943 por el USS Cabrilla. En cada ocasión logró alcanzar puerto, ser reparado y volver al servicio activo.
A lo largo de su carrera experimentó sucesivos incrementos en su armamento antiaéreo, e incluso antisubmarino en su última modificación de abril de 1944, portando cargas de profundidad. Sin embargo, el 18 de agosto de 1944, cerca del Cabo Bolinao, en Luzón, y mientras escoltaba a un convoy hacia Manila fue alcanzado por un torpedo lanzado por el USS Rasher. La explosión provocó que los depósitos de combustible de aviación estallasen, hundiendo al Taiyō en apenas 26 minutos, con pocos supervivientes.